# Северна-Парк (Меріленд)
Северна-Парк (англ. Severna Park) — переписна місцевість (CDP) в США, в окрузі Енн-Арундел штату Меріленд. Населення — 39 933 особи (2020).

## Географія
Северна-Парк розташована за координатами 39°5′12″ пн. ш. 76°33′56″ зх. д. / 39.08667° пн. ш. 76.56556° зх. д. (39.086659, -76.565547).  За даними Бюро перепису населення США в 2010 році переписна місцевість мала площу 50,09 км², з яких 42,70 км² — суходіл та 7,39 км² — водойми.

## Демографія
Згідно з переписом 2010 року, у переписній місцевості мешкали 37 634 особи в 12 987 домогосподарствах у складі 10 588 родин. Густота населення становила 751 особа/км².  Було 13551 помешкання (271/км²).
Расовий склад населення:
| - 90,4 % — білих - 4,3 % — чорних або афроамериканців - 2,8 % — азіатів - 0,2 % — корінних американців |

До двох чи більше рас належало 1,7 %. Частка іспаномовних становила 2,4 % від усіх жителів.
За віковим діапазоном населення розподілялося таким чином: 26,9 % — особи молодші 18 років, 59,1 % — особи у віці 18—64 років, 14,0 % — особи у віці 65 років та старші. Медіана віку мешканця становила 43,1 року. На 100 осіб жіночої статі у переписній місцевості припадало 97,1 чоловіків;  на 100 жінок у віці від 18 років та старших — 93,7 чоловіків також старших 18 років.
Середній дохід на одне домашнє господарство  становив 147 748 доларів США (медіана — 125 805), а середній дохід на одну сім'ю — 167 159 доларів (медіана — 142 319). Медіана доходів становила 99 517 доларів для чоловіків та 62 089 доларів для жінок. За межею бідності перебувало 2,7 % осіб, у тому числі 2,0 % дітей у віці до 18 років та 4,8 % осіб у віці 65 років та старших.
Цивільне працевлаштоване населення становило 18 842 особи. Основні галузі зайнятості: освіта, охорона здоров'я та соціальна допомога — 26,6 %, науковці, спеціалісти, менеджери — 16,0 %, публічна адміністрація — 11,2 %, роздрібна торгівля — 9,7 %.